# Faune de Porto Rico
Vous lisez un « article de qualité » labellisé en 2009.

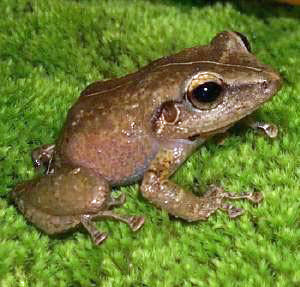
Eleutherodactylus coqui, sans aucun doute l'espèce la plus emblématique de la faune de Porto Rico.

La faune de Porto Rico, comme celle de nombreux autres archipels, se caractérise par un fort endémisme et une faible diversité biologique. Les chauves-souris sont les seuls mammifères terrestres indigènes existants à Porto Rico. Tous les autres mammifères terrestres de la région ont été introduits par les hommes, principalement des chats, des chèvres, des moutons, la petite mangouste indienne et des singes. En revanche, des dauphins, des lamantins et des baleines fréquentent depuis toujours les côtes. Des 349 espèces d'oiseaux, environ 120 viennent de l'archipel, et 47,5 % y sont rares. L'animal le plus reconnaissable et le plus célèbre de Porto Rico est probablement Eleutherodactylus coqui, une petite grenouille endémique très bruyante devenue un des symboles de l'île. Elle fait partie des 86 espèces qui constituent l'herpétofaune de l'île. Il n'existe pas de poissons d'eau douce indigènes à Porto Rico, mais quelques espèces, introduites par l'homme, ont peuplé les réservoirs et les fleuves. La faible diversité biologique est également évidente parmi les invertébrés, qui constituent la majeure partie de la faune de l'archipel. Dans l'archipel, on compte au total 131 espèces endémiques : seize oiseaux, deux crustacés, deux insectes, un myriapode, un mollusque, 30 reptiles et amphibiens, et 79 araignées, auxquelles s'ajoutent cinq sous-espèces de chauves-souris.
Depuis l'arrivée des premiers hommes il y a environ 4 000 ans et surtout depuis l'arrivée des Européens il y a plus de 500 ans, d'importants changements ont eu lieu. La chasse, la destruction des habitats, et l'introduction d'espèces d'origine étrangère ont entraîné l'extinction de certaines espèces locales. Les efforts de conservation, comme pour l'Amazone de Porto Rico, ont commencé dans la deuxième moitié du XXe siècle. Selon l'Union internationale pour la conservation de la nature, en 2002, il y avait 21 espèces menacées à Porto Rico : deux mammifères, huit oiseaux, huit reptiles et trois amphibiens.

## Origine de la faune portoricaine

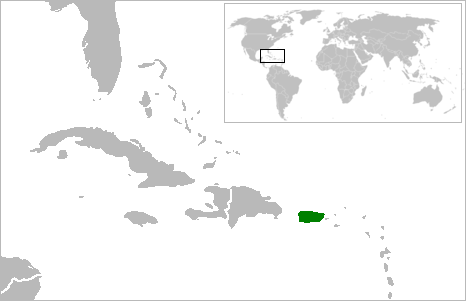
Localisation géographique de Porto Rico.

### Formation de Porto Rico
La plaque caraïbe, une plaque tectonique océanique sur laquelle Porto Rico et les Antilles (à l’exception de Cuba) sont localisés, se forma à la fin du Mésozoïque. Selon Rosen, quand l’Amérique du Sud se sépara de l’Afrique, un archipel volcanique fut formé. Il se divisa par la suite en les actuelles Grandes et Petites Antilles, une faille étant apparue entre les deux. Géologiquement, l’archipel de Porto Rico est jeune. Il s’est formé il y a environ 135 millions d’années. L’hypothèse communément retenue et que l’on doit à Howard Meyerhoff énonce que Porto Rico, ses îles adjacentes et les îles Vierges à l’exception de Sainte-Croix furent formés par le volcanisme durant le Crétacé. Des échantillons de roches provenant de Sierra Bermeja au sud-ouest de Porto Rico, datant de la fin du Jurassique ou du début du crétacé, confirment cette théorie.

### Arrivée de la faune sur l'archipel
Il y a un débat continuel pour établir quand et comment les ancêtres de la faune vertébrée actuelle colonisèrent les Antilles — particulièrement pour savoir si les Antilles furent des îles océaniques ou si elles formèrent un jour une connexion entre l’Amérique du Sud et l’Amérique du Nord. La première hypothèse, privilégiée, suggère une arrivée par la mer d’une faune primitive venant d’Amérique du Sud ; l’autre hypothèse suggère la spéciation de la faune des Antilles originelles. Cette seconde proposition est remise en cause par l’absence notoire de mammifères de grande taille tels que les ongulés pourtant très présents dans les territoires voisins. Hedges et al. conclurent que la dispersion était « le mécanisme primaire pour les origines du biote des Antilles ». En effet, certains genres de vertébrés terrestres tels que Eleutherodactylus se dispersèrent parmi les îles avant qu’un effet de spéciation ait réellement eu lieu. Toutefois, d’autres faunes telles que les insectivores endémiques des Antilles (Nesophontes sp., Solenodon marcanoi et d’autres) et les poissons d’eau douce semblent avoir colonisé les îles de la mer des Caraïbes auparavant par d’autres moyens. L’hypothèse d’une colonisation extérieure est confirmée par l’analyse de l’arrivée des ancêtres des Capromyidae et Echimyidae des Antilles, celle-ci concluant qu’un ancien membre de la famille des Echimyidae pourrait être arrivé aux Grandes Antilles en provenance d’Amérique du Sud, soit en allant d’île en île à travers les petites Antilles, soit en dérivant en provenance de Porto Rico ou d’Hispaniola.
Mac Phee et Iturralde proposent une hypothèse alternative suivant laquelle les clades de mammifères arrivèrent sur les Antilles au milieu du tertiaire, approximativement à la limite entre l’Éocène et l’Oligocène. Une terre immergée reliait temporairement le nord-ouest de l’Amérique du Sud avec trois des grandes Antilles (Cuba, Hispaniola et Porto Rico) durant cette période. Après quoi, pendant la fragmentation des Antilles, commença la spéciation.

### Écosystèmes de Porto Rico
On distingue trois grandes régions naturelles à Porto Rico : un massif montagneux qui occupe tout le centre de l'île et culmine à 1 338 mètres à Cerro La Punta, des plaines côtières sur le pourtour de l'île principale et une région karstique au nord de l'île, issue de la dissolution par l'eau de roches d'origine volcanique.
À l'origine, l'écosystème dominant sur l'archipel de Porto Rico est sans nul doute la forêt tropicale humide. Aujourd'hui, elle a été en grande partie détruite par l'activité humaine. La forêt nationale d'El Yunque, également appelée El Yunque, située à l'est de l'île de Porto Rico et s'étendant sur 11 200 ha représente une large part de ce qu'il reste à l'heure actuelle de ce milieu. Elle se caractérise par une topographie accidentée avec un sommet à 1 059 mètres d'altitude, une pluviométrie très forte et une grande diversité biologique, notamment du point de vue de la flore. C'est ici que l'on rencontre les célèbres Eleutherodactylus coqui ou coquí de Porto Rico, ainsi que de nombreuses espèces de chauves-souris. On rencontre également des forêts sèches, comme la forêt d'État de Guánica, ou buissonnantes.
Du fait de la taille de l'île, les rivières y sont relativement courtes. On ne trouve aucun lac intérieur, mais une quinzaine de réservoirs qui alimentent les cours d'eau.
Les mangroves sont courantes le long du littoral de l'archipel, en marge des baies ou autour des lagons, là où l'action des vagues ne se fait pas sentir. Ces écosystèmes particuliers hébergent différents animaux aquatiques (poissons comme coquillages), mais également des oiseaux et des reptiles comme les iguanes. Le littoral est également bordé de plages, dont certaines accueillent notamment les tortues luth lors leur ponte, comme c’est le cas à La Selva.
Au large des côtes portoricaines, on trouve pas moins de 3 370 km2 de récifs de coraux. Ceux-ci forment des écosystèmes marins complexes dans lesquels on rencontre une grande diversité de poissons et d’invertébrés. Comme l’ensemble des récifs coralliens des Caraïbes, ils sont menacés par le blanchiment des coraux, et déclinent assez rapidement.
Le dernier changement majeur dans l’évolution de la faune portoricaine eut lieu il y a environ 10 000 ans et résulta de la montée du niveau de la mer consécutif à la fin de l’ère glaciaire, ce qui engendra des changements environnementaux. La transformation de Porto Rico, à l’origine une savane sèche et qui devint le milieu humide et forestier actuel, fut responsable d’extinctions massives, particulièrement au sein de la faune vertébrée.

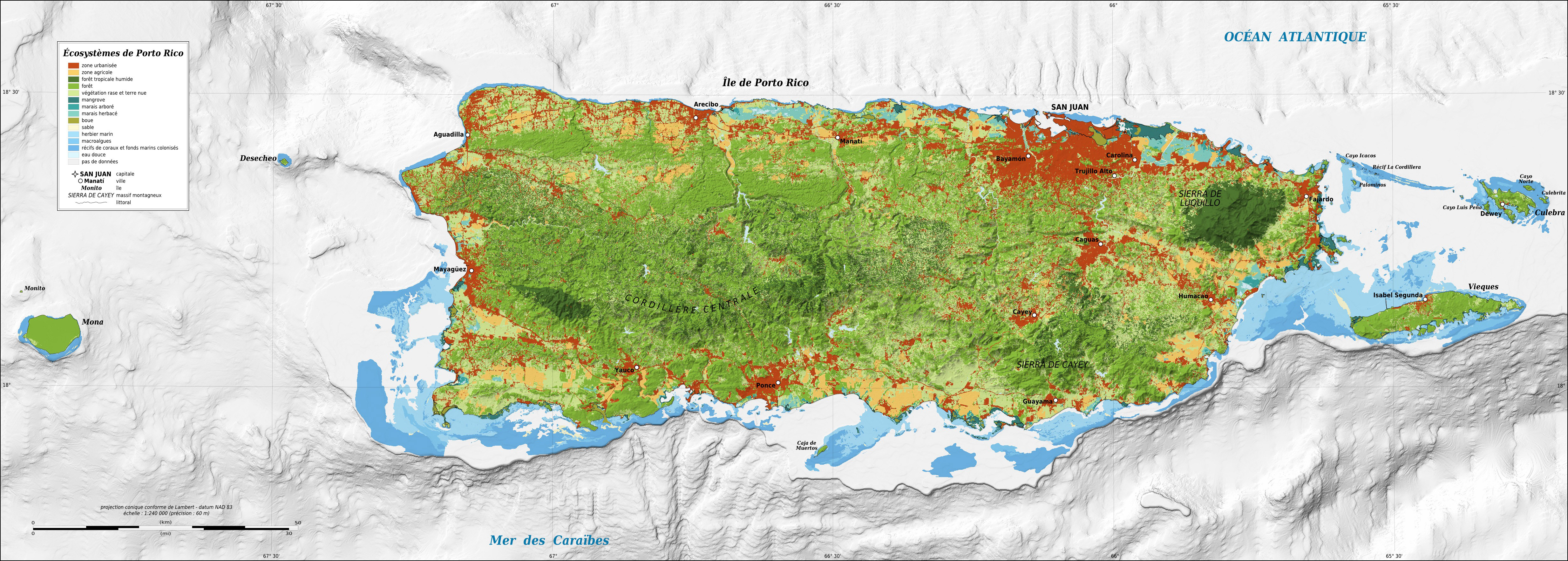
Carte des écosystèmes de Porto Rico.

## Mammifères

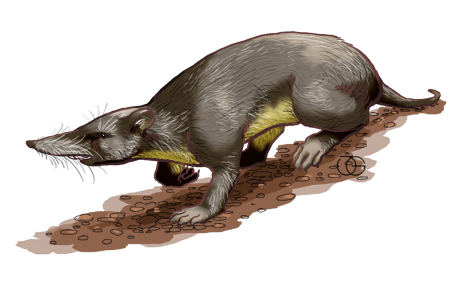
Représentation artistique de la musaraigne portoricaine, aujourd’hui éteinte.

De la même manière que pour de nombreuses autres îles, la diversité des mammifères de Porto Rico est pauvre comparativement aux régions continentales. On recense à l’heure actuelle treize espèces de mammifères natifs de l’île, exclusivement des chauves-souris. Par ailleurs, dix-huit espèces de mammifères marins, incluant lamantins, dauphins et baleines, sont communes dans les eaux de l’archipel. Des fossiles attestent l’existence d’une musaraigne (la musaraigne portoricaine, Nesophontes edithae), d’un paresseux (le paresseux portoricain), de trois chauve-souris supplémentaires (Macrotus waterhousii, Monophyllus plethodon, et Phyllonycteris major) et de cinq rongeurs (un hutia géant : Elasmodontomys obliquus, un hutia : Isolobodon portoricensis et trois Echimyidae : Heteropsomys antillensis, Heteropsomys insulans, et Puertoricomys corozalus) aujourd'hui disparus. Woods suggère comme explication à leurs extinctions que : « les taxa évoluant sur des îles océaniques sans aucune compétition où prédation peuvent ne pas être capable de s’adapter à des changements rapides de conditions, comme les changements climatiques des ères glaciaires ou la soudaine compétition ou prédation d’animaux introduits ».

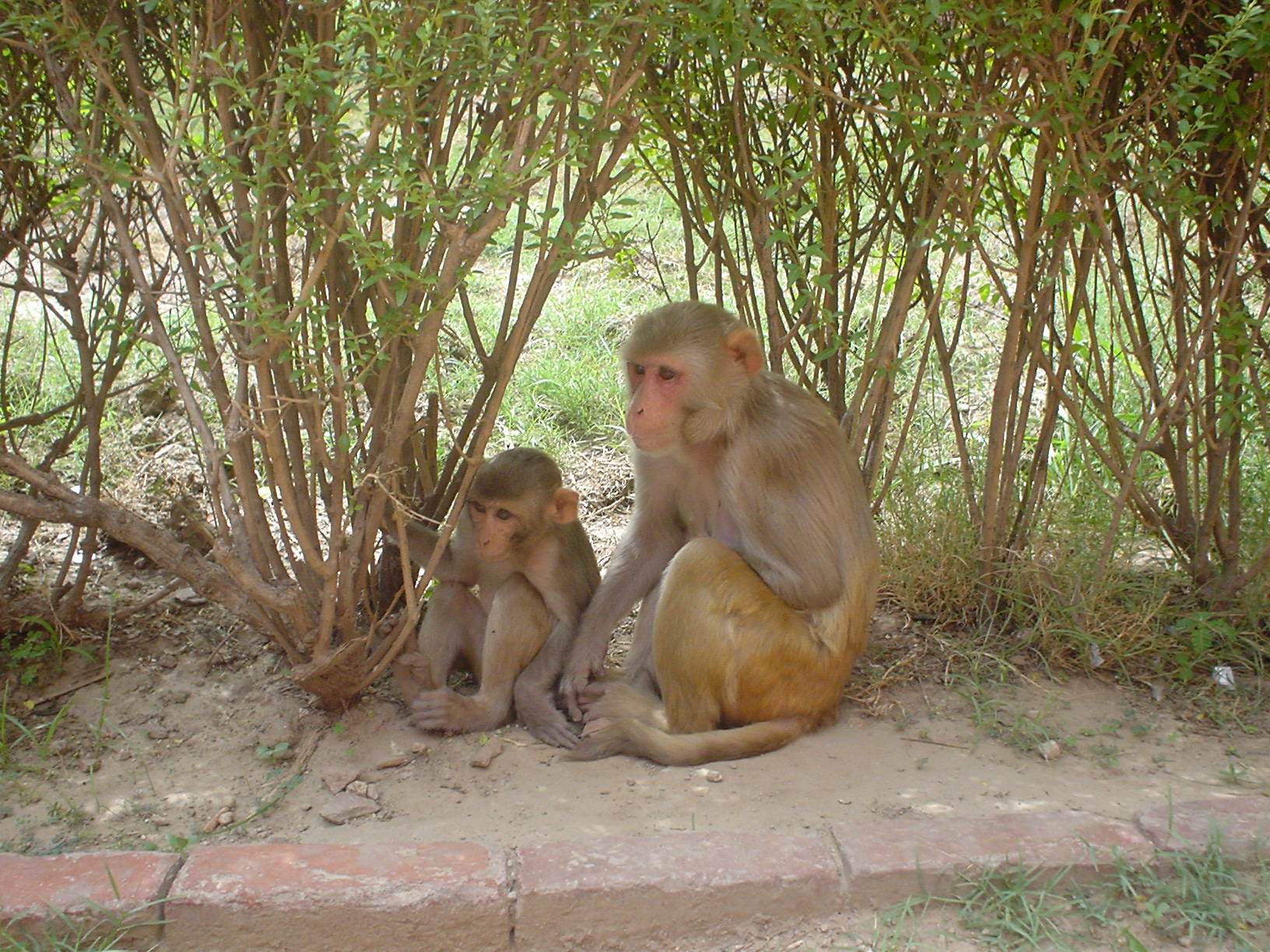
Le macaque rhésus, un mammifère introduit à Porto Rico.

D’autres mammifères terrestres ont été introduits au cours de l’histoire de Porto Rico. Les premiers pionniers introduisirent tout d’abord dans l’archipel des chiens et des cochons d’Inde originaires d’Amérique du Sud ou centrale. Après quoi les Taïnos introduisirent les hutias en provenance d’Hispaniola comme source de nourriture. Quand les Espagnols colonisèrent l’île au début du XVIe siècle, ils débarquèrent avec divers animaux domestiques tels que des chiens, des chats, des chèvres, des cochons, des bovins, des chevaux et des ânes. D’autres espèces comme le rat noir (Rattus rattus), le surmulot (Rattus norvegicus) et la souris domestique (Mus sp.) ont été involontairement introduites comme passagères clandestines, peut-être depuis l’arrivée de Christophe Colomb en 1493. Plus récemment, des espèces ont été introduites comme moyen de contrôle biologique des nuisibles. Par exemple, la petite mangouste indienne (Herpestes javanicus) fut introduite au XIXe siècle pour limiter les dégâts causés par les rats dans les plantations de canne à sucre. Cette introduction fut un échec : la mangouste ne parvint pas à limiter la population de rats et à la place elle contribua au déclin de la faune indigène comme le carouge de Porto Rico et peut-être même la Paruline d'Angela.
Dans le cadre d’une étude sur l’adaptation des espèces animales, 57 macaques rhésus (Macaca mulatta) furent introduits sur l’île de Desecheo ainsi que sur d’autres îles du sud de l’archipel en 1967. Avant l’introduction, Desecheo était la plus grande colonie de nidification du fou brun, mais du fait de la consommation des œufs par les macaques, aucune espèce d’oiseau ne niche actuellement sur l’île. Les efforts pour piéger et supprimer l’espèce ont été infructueux et elle a étendu son aire d’influence à tout le sud-ouest de Porto Rico. D’autres primates ont établi une population à Porto Rico. Ainsi, à la suite d’un vandalisme, 107 saïmiris s’échappèrent d’une station de recherche à Sabana Seca à la fin des années 1970. La dernière estimation de cette population était de 35 individus.

### Mammifères marins

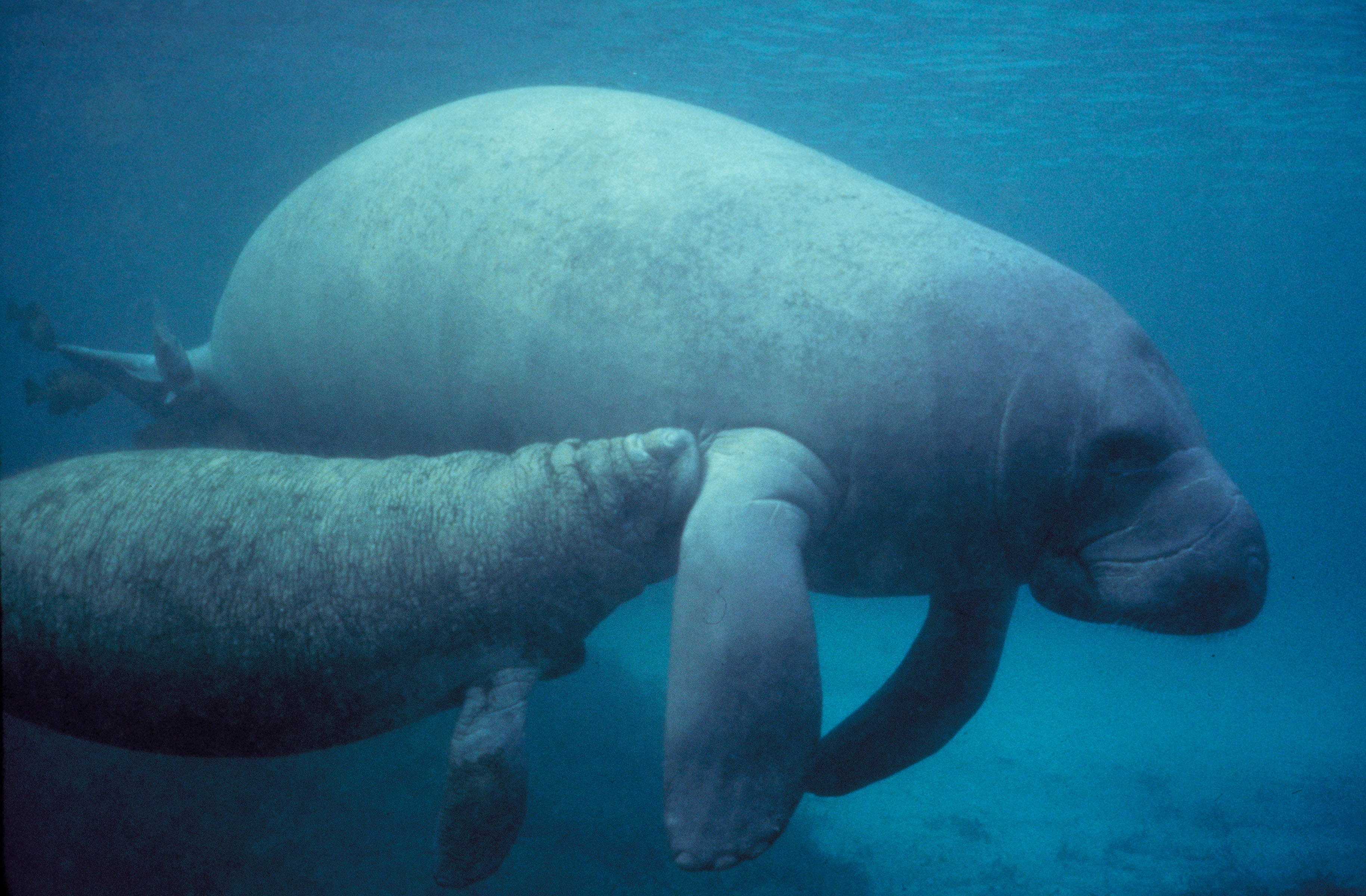
Le lamantin des Caraïbes, un mammifère marin de Porto Rico.

Le plus célèbre mammifère marin des eaux portoricaines est certainement le lamantin des Caraïbes (Tricherus manatus manatus) qui est recensé comme vulnérable par l’UICN. Les eaux de l’archipel constituent un des principaux habitats de l’espèce. Les lamantins attirèrent particulièrement l’attention du public lorsqu’un lamantin de deux mois surnommé Moisés fut sauvé et élevé durant 27 mois par le Carribean Stranding Network (CSN). Moisés fut le premier lamantin orphelin élevé en captivité relâché avec succès dans les Caraïbes. L’animal devint une icône de la culture et de la science de Porto Rico, notamment quand Tony Croatto, un chanteur d'origine italienne devenu célèbre à Porto Rico, écrivit une chanson titrée Moisés. Par ailleurs, la municipalité portoricaine nommée Manati (mot signifiant lamantin en espagnol) doit vraisemblablement son appellation à cette espèce.
Les eaux de Porto Rico sont aussi un site important pour la reproduction de la baleine à bosse, pendant l’hiver de l’hémisphère nord. L’observation des baleines est une activité touristique populaire dans la municipalité de Rincón, à l’ouest de Porto Rico.

### Chauves-souris
Les chauves-souris présentes à Porto Rico appartiennent à cinq familles (Noctilionidae, Mormoopidae, Phyllostomidae, Vespertilionidae et Molossidae) et comprennent au total treize espèces dont cinq sous-espèces sont endémiques sur l’archipel. Sept des treize espèces sont insectivores, quatre sont considérées frugivores, une se nourrit de nectar et une autre de poisson. Le nombre total d’espèces est faible en comparaison de ce que l'on peut observer sur les autres îles des grandes Antilles. Par exemple, la Jamaïque, avec une aire d’environ 1,2 fois Porto Rico, compte 21 espèces (1,6 fois plus qu’à Porto Rico). Une explication possible est la grande distance séparant l’archipel et les principales terres continentales riches en biodiversité. La Jamaïque par exemple est plus proche de Cuba et Hispaniola qui sont elles-mêmes plus proches de l’Amérique centrale et de l’Amérique du Nord.
Les chauves-souris jouent un rôle important dans l’écologie des forêts et des grottes à Porto Rico et participent à limiter la population de moustiques. Dix des treize espèces vivent dans des grottes avec des faibles taux de reproduction ; l’aire la plus riche en espèces est la forêt nationale des Caraïbes, où onze espèces sont présentes. Stenoderma rufum, endémique à Porto Rico, joue un rôle important dans l’écologie des forêts de gommier dans les montagnes Luquillo. On pense que c’est le seul moyen de dispersion des graines de balata (Manilkara bidentata). Les fèces de chauves-souris (guano) contribuent au développement de la vie dans les grottes, de nombreux invertébrés étant des charognards se nourrissant de guano, des détritivores ou des prédateurs des deux précédents.
Les espèces de chauves-souris présentes sur l’archipel de Porto Rico sont : le grand noctilion (Noctilio leporinus), Mormoops blainvillii, Pteronotus parnellii, Pteronotus quadridens, l’artibée de la Jamaïque (Artibeus jamaicensis), la chauve souris à tête de cochon (Brachyphylla cavernarum), Erophylla sezekorni, Monophyllus redmani, Stenoderma rufum, Eptesicus fuscus, Lasiurus borealis, Molossus molossus, et le molosse du Brésil (Tadarida brasiliensis).

## Oiseaux

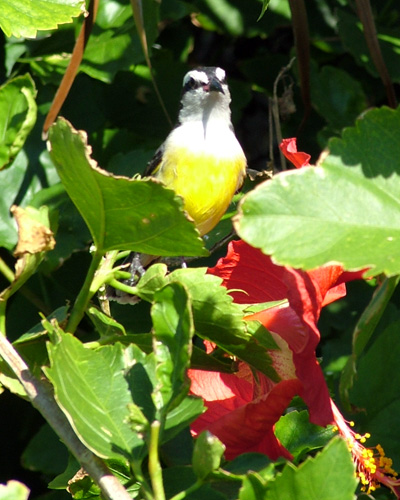
Le sucrier à ventre jaune, l'oiseau le plus abondant de l'île

L’avifaune de Porto Rico comprend 349 espèces, dont seize sont endémiques à l’archipel. Il s'agit du pic de Porto Rico, du todier de Porto Rico, du tacco de Porto Rico, de l'amazone de Porto Rico, du mango vert, de l'émeraude de Porto Rico, du petit-duc de Porto Rico, de l'engoulevent de Porto Rico, du moucherolle gobemouche, du tyran de Porto Rico, du viréo de Porto Rico, de la paruline d'Adélaïde, de la paruline d'Angela, du tangara de Porto Rico, du sporophile de Porto Rico, et du carouge de Porto Rico,. Presque la moitié des espèces (166) sont très peu fréquentes sur l’île, ce qui signifie qu’elles n’ont été identifiées qu’une ou deux fois seulement, et 42 espèces ont été introduites, directement ou indirectement (principalement par des modifications d’habitat), par les hommes. Approximativement 120 espèces, indigènes ou introduites, nichent régulièrement dans l’archipel.

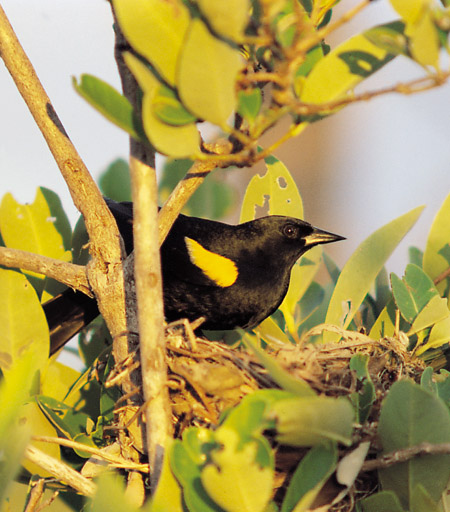
Le carouge de Porto Rico, un des 16 oiseaux endémiques de l'archipel.

L’avifaune est principalement originaire du continent nord-américain (plus précisément du sud de l’Amérique du Nord et d'Amérique centrale) avec des espèces sud-américaines qui colonisent le territoire depuis peu de temps. Les familles d’Amérique du Sud présentes dans les grandes Antilles sont les colibris (Trochilidae), les Tyrannidae, les sucriers à ventre jaune (Coerebidae) et les Thraupidae. La théorie dominante suggère que les oiseaux ont colonisé l’archipel par dispersion transocéanique pendant les périodes glaciaires du Pleistocène. Les oiseaux les plus primitifs des Antilles sont les todidae, qui ont un représentant endémique de Porto Rico, le todier de Porto Rico.
L’avifaune de Porto Rico a diminué du fait de l’extinction et de l’extirpation de diverses espèces, soit par des forces naturelles soit à la suite de l'intervention humaine. Par exemple, on a retrouvé des fossiles prouvant l’existence d’une espèce d’Apodidae, Tachomis uranoceles, datés de la fin du Pléistocène (il y a entre 17 000 et 21 000 ans). On pense que cette espèce a disparu à la suite de la modification de son habitat par la glaciation de Würm. Au moins six espèces endémiques se sont éteintes durant le dernier millénaire : la chouette-effraie portoricaine (Tyto cavatica), le caracara portoricain (Polyborus latebrosus), la perruche portoricaine (Aratinga chloroptera maugei), la bécasse portoricaine (Scolopax anthonyi), Geotrygon larva et Nesotrochis debooyi. Avec une population de treize individus en 1975, le perroquet portoricain devint presque le septième, mais des efforts de conservation aidèrent à sauver l’espèce de l’extinction. Toutefois, il reste l’un des dix oiseaux les plus menacés du monde. Quatre oiseaux portoricains, la conure maîtresse, la corneille des Antilles, la corneille de Cuba et le courlan brun, disparurent de Porto Rico après l’expansion de la population de Porto Rico dans la deuxième moitié du XIXe siècle, et trois espèces supplémentaires, le dendrocygne à bec rouge, le râle noir et le flamant rose ne nichent plus dans l’archipel.

## Amphibiens et reptiles

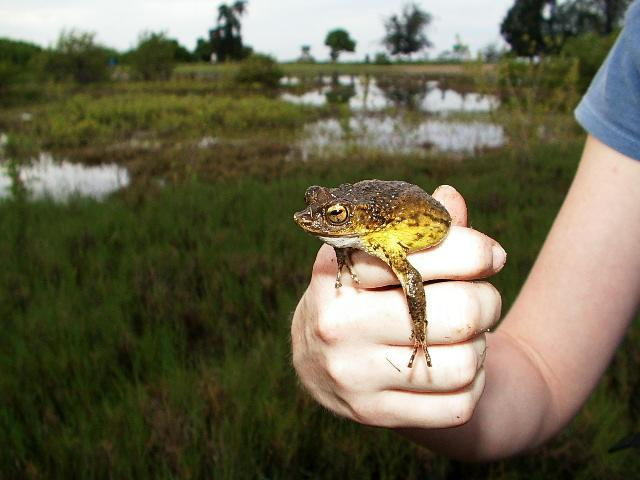
Le crapaud de Porto Rico est une espèce d'amphibiens endémique de l'île.

L’herpétofaune de Porto Rico comprend 25 espèces d’amphibiens et 61 de reptiles. La majorité des clades de reptiles terrestres sont vraisemblablement arrivés de l’Amérique du Sud par la mer. Peu de preuves permettent de soutenir l’hypothèse alternative d’une spéciation sur les Antilles. On pense que le reste de l’herpétofaune est arrivé aux Antilles par la même méthode et a, par la suite, subit une spéciation sur les îles. Il en résulte que Porto Rico, et les Caraïbes en général, ont un des plus hauts pourcentages mondiaux d’endémisme parmi leurs amphibiens et leurs reptiles. Les espèces d’amphibiens à Porto Rico appartiennent à quatre familles : Bufonidae (4 espèces), Hylidae (3 espèces), Leptodactylidae (18 espèces) et Ranidae (2 espèces). Les reptiles comprennent des tortues (d’eau douce et marines), des lézards, des amphisbènes, des serpents et un caïman.
Toutes les espèces de Ranidae et de Hylidae présentes à Porto Rico ont été introduites. Une espèce de la famille des Bufonidae, le crapaud buffle, a été introduite tandis que l’autre, le crapaud de Porto Rico, est endémique et est aujourd'hui dans une situation critique. Le crapaud buffle fut introduit sur l'île dans les années 1920 pour contrôler les populations de ravageurs de la canne à sucre (Phyllophaga sp). Toutes les espèces de la famille des Leptodactylidae sont indigènes. Des dix-huit espèces de Leptodactylodae, dix-sept font partie du genre Eleutherodactylus et sont couramment connues sous le nom de coqui à Porto Rico. Trois d’entre eux, Eleutherodactylus karlschmidti, Eleutherodactylus jasperi et Eleutherodactylus eneidae sont presque éteints. Eleutherodactylus jasperi est la seule espèce vivipare de la famille des Leptodactylidae et Eleutherodactylus cooki est le seul membre du genre Eleutherodactylus à montrer un dimorphisme sexuel à la fois dans sa taille et sa couleur. Le coqui commun (Eleutherodactylus coqui) est un symbole non officiel de Porto Rico et un aspect important de la culture portoricaine. Quatorze des dix-sept espèces de coquis sont endémiques de l’archipel, ce qui est à l’origine d’une phrase communément utilisée par les Portoricains pour affirmer leur fierté nationale : « De aquí como el coquí » (« d’ici comme le coqui »).

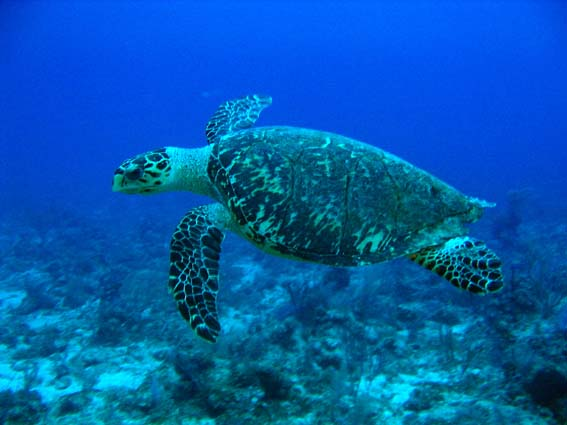
La tortue imbriquée, une espèce fortement menacée.

Les tortues de Porto Rico incluent des tortues d’eau douce (cinq espèces dont deux éteintes) et marines (cinq). Deux de ces espèces sont fortement menacées : la tortue imbriquée et la tortue luth. Les menaces qui planent sur ces espèces sont principalement la destruction de leur habitat et la capture illégale d’œufs et d’individus. Le caïman à lunettes, une espèce introduite, est le seul représentant de l’ordre des Crocodilia à Porto Rico. Le plus grand lézard terrestre de l’archipel est Cyclura cornuta stejnegeri. Il s’agit d’une sous-espèce de l’iguane rhinocéros (Cyclura cornuta) et elle est endémique de l’île Mona, située dans le détroit entre l’île principale de Porto Rico et la république dominicaine. Une autre espèce de Cyclura de taille similaire est Cyclura pinguis, qui fut autrefois présente dans l’archipel mais a disparu du fait de la prédation des chiens, des chats et des humains, de la destruction de leur habitat et de la compétition avec les chèvres et les cochons. Son aire de diffusion est maintenant réduite à Anegada.

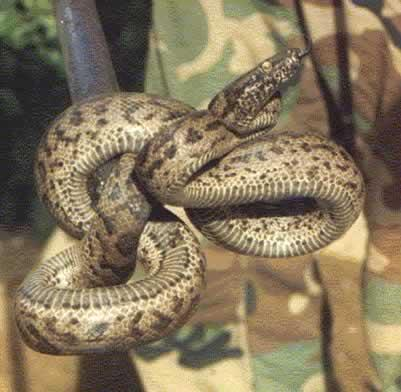
Le boa de Porto Rico, le plus grand serpent de Porto Rico.

Les onze espèces de serpents présentes sur l’île sont généralement considérées non-venimeuses, bien que des recherches aient conclu qu’au moins une espèce, Alsophis portoricensis, sécrète du venin. Ces espèces appartiennent à trois familles et quatre genres : Typhlopidae (genre Thyplops), Boidae (Epicrates) et Colubridae (Alsophis et Arrhyton). Le plus grand serpent de Porto Rico est le boa de Porto Rico (Epicrates inornatus), un serpent endémique pouvant mesurer jusqu’à 3,7 m. Le régime des serpents à Porto Rico est constitué de reptiles (Ameiva, Anolis, geckos), de coquis et autres grenouilles et, plus rarement, de souris, oiseaux et chauves-souris (exclusivement pour le boa portoricain).
Le lézard le plus commun à Porto Rico est Anolis pulchellus. Les lézards du genre Anolis de l’archipel, et des grandes Antilles en général, représentent un cas intéressant de radiation évolutive. Ainsi, les lézards des grandes Antilles sont plus proches d’espèces différentes sur la même île que d’individus de la même espèce mais sur d’autres îles. De manière surprenante, même si les divergences entre espèces se sont créées indépendamment sur chaque île, le même palette d’adaptation aux habitats s’est développée sur chaque île.

## Poissons

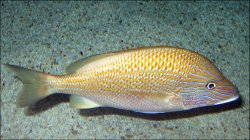
La gorette blanche (Haemulon plumieri), un des poissons de récif les plus communs aux Caraïbes.

Les premières descriptions de poissons de Porto Rico furent réalisées par Cuvier et Valenciennes en 1828. Ils reportèrent 33 taxa pour l’archipel. Porto Rico a peu d’espèces de poissons d’eau douce indigènes ; toutefois, il y a plus de 30 espèces introduites, principalement originaires d’Afrique, d’Amérique du Sud et du sud-est des États-Unis, qui se sont établies sur l’archipel, et 60 espèces marines séjournent dans les eaux douces de Porto Rico par intermittence au cours de l’année. Les introductions ont été intentionnelles ou accidentelles. Le but des introductions volontaires était de développer la pêche sportive, comme loisir et source d’alimentation, de contrôler la population de moustiques, et pourvoir le black-bass à grande bouche en poisson fourrage. Les introductions accidentelles, comme celle de Pterygoplichthys multiradiatus, sont principalement attribuées à des poissons d’aquarium relâchés dans la nature. Depuis 1936, le département portoricain des ressources environnementales et naturelles gère une écloserie dans la municipalité de Maricao. Environ 25 000 poissons, incluant le Black-bass à grande bouche, le peacock bass et la barbue de rivière, ainsi que certaines espèces de tortues, sont élevés chaque année pour pourvoir les réservoirs et rivières de Porto Rico.
Trois types d’habitats, des mangroves, des récifs et des herbiers marins, sont rencontrés dans les eaux océaniques de Porto Rico. Au total, 677 espèces de poissons vivent dans ces habitats, dont 242 espèces vivant dans les récifs,. Les espèces de poissons trouvées dans les récifs portoricains sont représentatifs de la faune des Caraïbes. On rencontre notamment des girelles, des demoiselles, des gorettes blanches (Haemulon plumieri), des gorettes bleues (Haemulon sciurus), des poissons-perroquets royaux (Scarus vetula), et des requins (famille des Carcharhinidae). Les rondeaux des pâturages (Archosargus rhomboidalis) et les blanches cendrées (Gerres cinereus) sont des espèces que l’on rencontre communément dans les mangroves. D’autres espèces intéressantes sont les poissons plats, avec 21 espèces enregistrées, et les requins avec plus de 20 espèces. Le requin longimane et le requin soyeux sont très présents dans le détroit de Mona.

## Invertébrés
La faune invertébrée de Porto Rico est riche mais peu diversifiée par rapport à d’autres faunes néotropicales. En comparaison avec d’autres îles des Antilles, elle a été amplement étudiée.

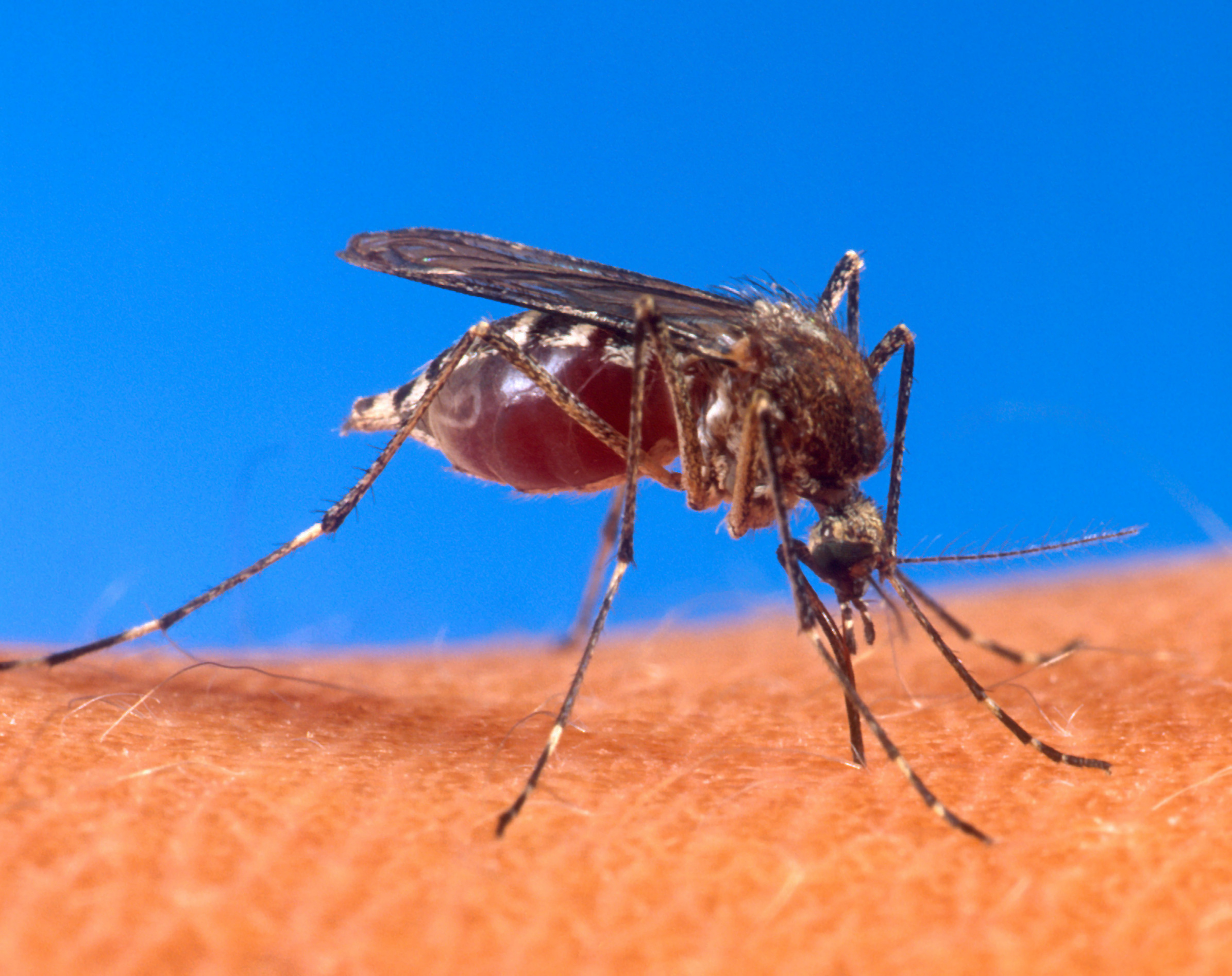
Aedes aegypti, certainement le moustique le plus célèbre de Porto Rico et hôte du virus de la dengue.

La faune des insectes de Porto Rico, de la même façon que pour la majorité des taxons d’invertébrés, est considérée comme appauvrie quand on la compare à son équivalence sur le continent. Par exemple, 300 espèces de papillons sont présents à Porto Rico, en fort contraste avec plus de 600 espèces à Trinidad et plus de 1 500 espèces dans une région de 7,5 km2 au Brésil. En 1998, sur les 925 000 espèces d’insectes listées, seulement 5 573 étaient représentées à Porto Rico. En termes de diversité, sur les 31 ordres d’insectes, 27 ont des représentants sur l’archipel. Les ordres absents sont Archaeognatha, Notoptera, Plecoptera, et Mecoptera. La plus grande collection d’insectes de Porto Rico se trouve au Museo de Entomología y Biodiversidad Tropical (« Musée de l’Entomologie et de la Biodiversité Tropicale »), qui fait partie de la station expérimentale d’agriculture de l’Université de Porto Rico.
Les arachnides sont très importants dans les écosystèmes forestiers, à la fois en tant que prédateurs et que proies. Dans certains types de forêts, comme les forêts de gommiers, elles représentent le principal prédateur arboricole invertébré ; les araignées en sont le représentant le plus abondant. Les 27 espèces d’araignées de la forêt du Commonwealth de Maricao appartiennent à cinq familles : Uloboridae, Pholcidae, Theridiidae, Linyphiidae et Araneidae. On pense que Theotima minutissima, une petite espèce d’araignée que l’on trouve en abondance dans la forêt nationale des Caraïbes, pratique la parthénogenèse, ce qui signifie qu’elle se reproduit sans être fécondée par un mâle.
Les vers de terre et les animaux vivant dans les grottes sont d’autres invertébrés terrestre de Porto Rico. Dix-huit espèces indigènes de vers de terre ont été décrites, avec onze espèces appartenant à la famille des Glossoscolecidae, trois à la famille des Megascolecidae et quatre à la famille des Exxidae,. 78 espèces d’invertébrés sont connues comme résidant dans les grottes portoricaines. Six de ces espèces ne sont présentes que dans les Antilles, 23 viennent d’Amérique du Nord et 23 sont endémiques à Porto Rico. Seulement deux espèces sont troglobies et ne vivent que dans les grottes. 45 % des espèces sont des prédateurs et les 55 % restant se nourrissent de guano, sont détritivores ou herbivores. La plupart de cette faune est vraisemblablement arrivée à Porto Rico durant le Pléistocène.

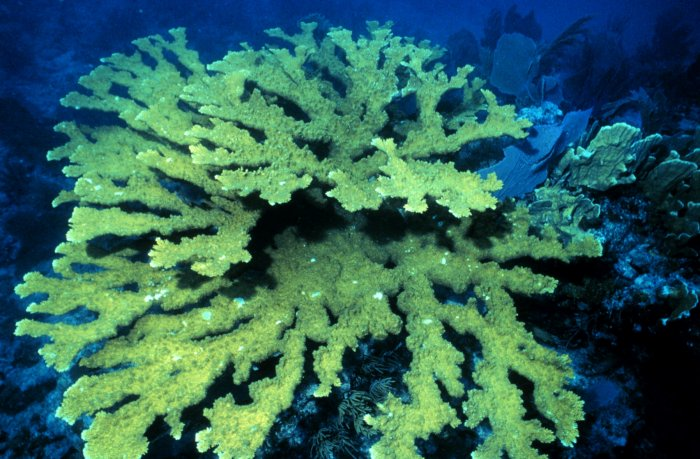
Corail cornes d'élan, une espèce considérée comme menacée.

La faune invertébrée marine de Porto Rico est composée de 61 éponges, 171 cnidaires, 8 némertés, 1 176 mollusques, 129 annélides (polychètes), 342 crustacés, 165 échinodermes, 131 bryozoaires, 117 coraux durs, 99 coraux mous et gorgones, 13 corallimorphaires et 8 hydrozoaires,. Les espèces de coraux trouvées dans les récifs de Porto Rico sont caractéristiques de la faune des Caraïbes. On rencontre communément le corail étoilé massif (Montrastaea annularis), la porite digitée (Porites porites) et le corail corne d'élan (Acropora palmata).
L’introduction d’invertébrés a eu un effet notable sur la faune portoricaine. Ainsi, les escargots indigènes d’eau douce tels que Physa cubensi ont été affectés par les espèces introduites. Actuellement, l’escargot d’eau douce le plus abondant de Porto Rico est la mélanie granuleuse (Tarebia granifera), une espèce introduite. Un autre invertébré introduit à Porto Rico est l’abeille. Cet animal entre en compétition avec le perroquet portoricain par rapport aux cavités utilisées pour nicher dans la forêt nationale des Caraïbes. Les abeilles tueuses, qui posent un problème nettement plus sérieux pour les oiseaux nichant dans des cavités secondaires, ont récemment étendu leur aire d’influence à Porto Rico. Dix-huit espèces de fourmis ont également été introduites dans l'archipel. Il s'agit aujourd'hui d'un des taxa les plus abondants dans les litières de feuilles.

## Impact humain et préservation
La faune de Porto Rico a été assujettie à l’influence de l’homme depuis l’arrivée des ortoiroides, les premiers colons de l’archipel, il y a environ 4 000 ans. La faune indigène fut utilisée par la population de l’île comme source de nourriture, ou utilisée pour les peaux et le commerce. Un déclin significatif dans les populations et la diversité de la faune des îles a été entamé avec l’arrivée des colons européens au XVIe siècle. La destruction des habitats, résultant tout d’abord de la déforestation visant à implanter la culture de canne à sucre, eut un effet dévastateur sur la faune de Porto Rico durant la deuxième partie du XIXe siècle. De plus, les espèces introduites par l’homme comme le rat, le chat, la petite mangouste indienne et le crapaud buffle ont eu un profond effet sur la faune indigène. Les rats de l’île de Monito sont un facteur limitant pour l’abondance d’une espèce endémique, le gecko Sphaerodactylus micropithecus (gecko de Monito en espagnol). Les chats sauvages de l’île de Mona ont été observés attaquant la colombe à queue noire et des reptiles endémiques, et sont associés à la réduction des jeunes iguanes de Mona. Les petites mangoustes indiennes mangent des oisillons du perroquet de Porto Rico.
Les efforts de conservation comprennent à la fois la protection des espaces et des espèces. Approximativement 8,95 km2 (soit 3,4 % de la surface totale) divisés en 34 réserves sont protégés à Porto Rico. Selon l’UICN, il y a 21 espèces menacées à Porto Rico : deux mammifères, huit oiseaux, huit reptiles et trois amphibiens. Le gouvernement fédéral des États-Unis place cinq mammifères, deux amphibiens, huit oiseaux et dix reptiles sous l’Endangered Species Act fédéral. Le gouvernement portoricain, à travers le « Département des ressources naturelles et environnementales » (DNER), possède sa propre liste d’espèces menacées incluant dix-huit espèces fortement menacées (trois amphibiens, sept oiseaux, trois reptiles, deux poissons et trois invertébrés) et quatorze espèces en danger. Le DNER s’appuie le plan de classification de l’UICN pour fixer les priorités de sauvegarde des espèces.

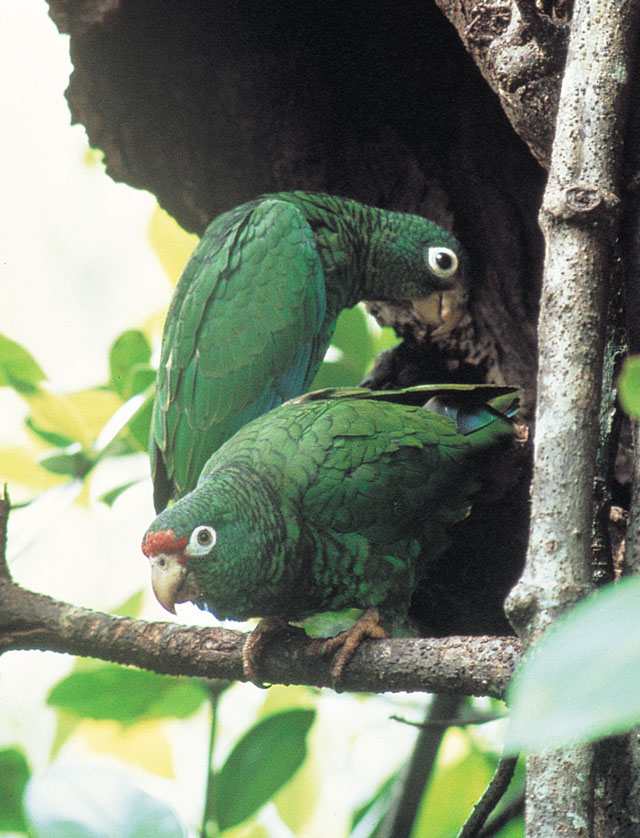
Les efforts de conservation ont sauvé l'amazone de Porto Rico de l'extinction.

Les oiseaux reçoivent actuellement la plus grande attention vis-à-vis de la conservation. Le plan de sauvegarde le plus efficace est certainement le plan de sauvegarde du perroquet de Porto Rico. Initié en 1968, son objectif principal était de relever le statut du perroquet portoricain de critique à menacé d’ici l’horizon 2020. Les autres objectifs étaient l’établissement de deux réelles populations sauvages distinctes (500 individus ou plus durant 5 ans), la protection de l’habitat de ces populations et le contrôle des prédateurs, parasites et autres espèces entrant en compétition avec le perroquet. Actuellement, la population totale de perroquets sauvages est estimée à 44 individus, et 105 oiseaux sont en captivité. Ce programme fut fondamental dans le développement de la conscience écologique à Porto Rico.
Le Puerto Rico Breeding Bird Survey (PRBBS), établi en 1997, est un programme dont le but est de contrôler le statut et les tendances d’évolution des populations d’oiseaux nichant à Porto Rico. Les informations rassemblées par ses études sont utilisées par United States Fish and Wildlife Service (USFWS) pour fixer les priorités en termes de conservation des oiseaux. L’USFWS mène d’autres programmes de conservation, notamment sur les oiseaux migrateurs à Porto Rico et aux îles Vierges, et entretient cinq refuges pour la vie sauvage à Cabo Rojo, Laguna Cartagena, Vieques, Culebra et Desecheo. D’autres institutions œuvrent pour soutenir la conservation des oiseaux à Porto Rico comme la société ornithologique portoricaine et l'association d’histoire nationale de Porto Rico.
La préservation des milieux marins attire également l'attention à Porto Rico. L’archipel a environ 1 128 km de côtes et 3 370 km2 de récifs coralliens. Le département des ressources naturelles de Porto Rico préserve 25 aires marines mais seulement deux sont interdites à toute intervention humaine. Toutes les espèces de tortues des eaux de Porto Rico sont considérées comme menacées plus ou moins fortement. Des programmes de conservation menés par le gouvernement des États-Unis et l’association Earthwatch ont contribué à éveiller l’attention du public sur le problème des tortues et ont ainsi permis une diminution de la consommation d’œufs et de viande de tortue.

## Sources
- (en) M.R. Gannon, M. Rogriguez-Duran, A. Kurta, and M.R Willig, « The Bats of Puerto Rico » (consulté le 27 juillet 2006)
- (en) José Placer, « The Bats of Puerto Rico - Bats have few friends on the island of Puerto Rico, but the dedicated few are working hard for their survival . . . », Bats magazine, vol. 16, no 2,‎ 1998, p. 13–15 (lire en ligne, consulté le 27 juillet 2006)
- (es) Mark Oberle, Las aves de Puerto Rico en fotografías, Editorial Humanitas, 2003 (ISBN 0-9650104-2-2)
- (en) « The Geology of Puerto Rico » (consulté le 8 juillet 2006)
- (es) J. A. Rivero, Los anfibios y reptiles de Puerto Rico, San Juan, Puerto Rico, University of Puerto Rico Press, 1998 (ISBN 0-8477-0243-X)